# Cycas inermis
Cycas inermis é uma espécie de cicadófita do género Cycas da família Cycadaceae, nativa do Vietname. Esta espécie foi descrita pela primeira vez em 1790 pelo explorador português João de Loureiro a partir de amostras colhidas na Cochinchina. Segundo dados de 2010, a população tende a descrescer.